# 安藤昌益
安藤昌益（1703年—1762年11月29日），号確龍堂良中，日本江户时代医生、思想家、哲学家。出身于秋田藩。其思想带有反宗教和无政府主义色彩，主张建立以农业为中心的无阶级社会。安藤昌益的思想和主张在其逝世后被近代日本学界同社会主义和共产主义相关联。

## 生平
安藤昌益出生于出羽国秋田郡二井田村下村的豪农家庭。早年曾赴京都妙心寺修习禅宗佛法，亦曾在北野天满宫修业，但始终怀疑宗教学说，决定改学习医学和本草学。1745年前后，在陆奥国八户开业行医。1752年，完成著作《统道真传》；1753年完成《自然真营道》。1757年归乡继承家业，1762年病死。

## 思想
安藤昌益称现世为“法世”，是灾祸频仍、劳动者受剥削的残酷世界；他提出高于法世的“自然之世”，无阶级差别、人人平等，人民自耕自食、自织而衣，是为“直耕”。他批判幕府的封建体制，否定儒学，认为统治者利用儒学榨取民众。
其著作中还体现出唯物主义思想。他认为世界由物质组成，物质间存在能量的转化，生命体的能量朝向不同——直立行走的人的能量竖直向上，向下生长的植物的能量竖直向下，爬行的动物的能量方向水平。能量是能够互相传递的，安藤昌益认为人类的能量来自谷米。
儘管他對於當時的有組織宗教如佛教進行批判，並將其視為日本精神的壓迫者；但是他仍然尊敬神道教的神明，把他們當作是大自然的化身，因此他帶有一定程度的泛神論傾向。
体现安藤昌益思想的主要著作《自然真营道》共101卷，但直至其逝世百余年后的1899年才被狩野亨吉发现，且大部分在1923年关东大地震期间损毁，现存15册，其中12册现藏于东京大学综合图书馆。